# Funció meromorfa
En anàlisi complexa, una funció meromorfa {\displaystyle f} sobre un subconjunt obert D del pla complex és una funció holomorfa sobre D excepte un conjunt de punts aïllats, anomenats 'pols' de la funció. En aquests punts, es demana que {\displaystyle 1/f} sigui holomorfa i hi valgui zero.
Cada funció meromorfa sobre D pot ésser expressada com el quocient entre dues funcions holomorfes definides sobre D, amb la condició que la funció que està en el denominador no sigui idènticament zero: les arrels d'aquesta funció donen lloc als pols de la funció meromorfa.

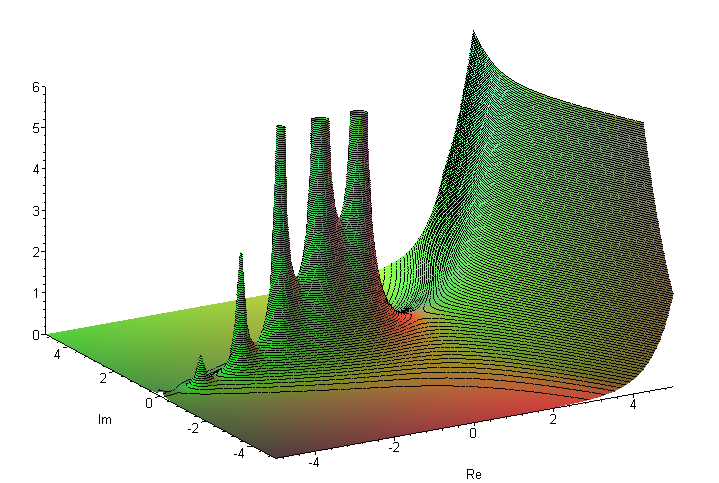
La funció Gamma és meromorfa sobre tot el pla complex

Així doncs, intuïtivament, una funció meromorfa és el quocient de dues "bones" funcions holomorfes: una tal funció serà encara "bona", excepte als punts on el denominador de la fracció és zero: ací el valor de la funció serà "infinit".
Des d'un punt de vista algebraic, si D és connex, llavors el conjunt de les funcions meromorfes en D és el cos de fraccions de l'anell íntegre de funcions holomorfes sobre D. Això és semblant a la construcció del cos dels nombres racionals {\displaystyle \mathbb {Q} } a partir de l'anell dels enters {\displaystyle \mathbb {Z} }.

## Exemples
- Totes les funcions racionals, com ara

f(z) = (z3 − 2z + 1)/(z⁵ + 3z − 1)
són meromorfes sobre tot el pla complex.
- Les funcions

f(z) = exp(z)/z i f(z) = sin(z)/(z − 1)²
i també la funció Gamma i la funció zeta de Riemann són meromorfes sobre tot el pla complex.
- La funció

f(z) = exp(1/z)
és holomorfa sobre {\displaystyle \mathbb {C} \setminus \{0\}}; però, 0 no és un pol d'aquesta funció, sinó una singularitat essencial: això perquè {\displaystyle z\mapsto 1/e^{1/z}=e^{-1/z}} no és holomorfa a 0. Aquesta funció no és meromorfa sobre el pla complex.
- La funció f(z) = ln(z) no és meromorfa sobre el pla complex, perquè no hi pot ésser definida unívocament: la continuació analítica d'aquesta funció depèn, en general, del camí.

## Propietats
Puix que els pols d'una funció meromorfa són aïllats, formen com a molt un conjunt numerable.
Aquest conjunt pot ésser infinit, com prova l'exemple: 
f(z)=1/sin(z).
Utilitzant la continuació analítica per a treure fora les singularitats evitables, es veu que les funcions meromorfes es poden sumar i multiplicar: a més, es pot dividir una funció meromorfa per una altra funció meromorfa no idènticament zero sobre una component connexa de 
D. Per això, si D és connex, les funcions meromorfes formen un cos commutatiu, de fet una extensió del cos del nombres complexos.

## Funcions meromorfes sobre superfícies de Riemann
Sobre una superfície de Riemann cada punt admet un entorn 
isomorf a un subconjunt obert del pla complex. Per tant, la nocció de funció meromorfa pot ésser definida per a cada superfície de Riemann.
Quan D és tota l'esfera de Riemann, el cos de les funcions meromorfes és senzillament el cos de les funcions racionals en una variable sobre el cos complex, ja que es pot provar que cada funció meromorfa sobre l'esfera és racional. (Aquest és una cas especial de l'anomenat principi GAGA).
Per a cada superfície de Riemann {\displaystyle S}, una funció meromorfa {\displaystyle f} és el mateix que una aplicació holomorfa {\displaystyle f:S\mapsto E}, on {\displaystyle E} és l'esfera de Riemann ({\displaystyle E=\mathbb {C} \cup \{\infty \}}), amb {\displaystyle f} no constantment {\displaystyle \infty }.
Els pols corresponen als punts d'imatge {\displaystyle \infty }.
Sobre una superfície de Riemann no compacta, cada funció meromorfa pot ésser realitzada com a quocient de dues funcions holomorfes (globalment definides). Al contrari, sobre una superfície de Riemann compacta, cada funció holomorfa és constant, a conseqüència del principi del màxim; però existeixen sempre funcions meromorfes no constants.
Les funcions meromorfes sobre una corba el·líptica són conegudes com a funcions el·líptiques

## Diverses variables
En diverses variables complexes, una funció meromorfa es defineix com un quocient local de dues funcions holomorfes. Per exemple, 
f(z1,z₂)=z1/z₂ és una funció meromorfa sobre l'espai afí complex de dues dimensions. Ací no és veritat que cada funció meromorfa pot ésser pensada com una funció holomorfa a valors dins l'esfera de Riemann: hi ha un conjunt d'indeterminació de codimensió 2 (en l'exemple donat, aquest conjunt consisteix en l'origen (0,0)).
Al contrari que en dimensió ú, en dimensións més altes existeixen varietats complexes sobre les quals no hi ha cap funció meromorfa no constant.